# زولته فاريجيم
نادي زولته فاريجيم الرياضي (بالهولندية: Sportvereniging Zulte Waregem) نادي كرة قدم بلجيكي يلعب في الدوري الممتاز. يقع مقره في مدينة فاريخيم في فلاندرز الغربية. تم تأسيس النادي في سنة 1950 .

## الإنجازات
- دوري المحترفين البلجيكي:
  - الوصيف: 2012-13
- الدوري البلجيكي الدرجة الثانية:
  - الفائزون: 2004-2005
- كأس بلجيكا:
  - الفائزون: 2005–06 ، 2016–17
  - الوصيف: 2013-14
- كأس السوبر البلجيكي:
  - الوصيف: 2006 ، 2017